# Never Again
Never Again (Už nikdy) je první singl americké pop rockové zpěvačky Kelly Clarkson z jejího v pořadí už třetího alba My December.

## Vydání
Potvrzení o vydání nového singlu se objevilo na internetu 4. dubna 2007 a prodávat na iTunes se začalo už 20. dubna, odkud byl ale po několika hodinách stažen a nasazen znovu až o tři dny později. V Austrálii singl vyšel 1. a v Kanadě 7. května.

## Videoklip
Režie klipu se ujal Joseph Kahn a natáčel se od 11. dubna do 13. dubna. Kahn natočil pro Kelly Clarkson už dva klipy a to k singlům Behind These Hazel Eyes a Walk Away.
Premiéru měl klip 1. května na MTV v pořadu TRL, kde už 10. května obsadil první místo.
Klip začíná v temné koupelně, kde Kelly chce utopit ve vaně její přítel. Když jí ponoří i hlavu a podrží ji pod vodou, rychle vezme kufr, sedne do auta a ujíždí na letiště. V autě se ale několikrát objeví duch zpěvačky a trápi ho. Kdykoli se muž po ní ohlédne, zmizí. Znovu se duch objevuje na letišti, nikdo kromě samotného muže ho ale nevidí. Mezitím Kelly přijde ve vaně k vědomí a zachrání se. Zároveň se muž probouzí ze svých představ a upouští auto a Kelly s vlastním kufrem odchází z domu a odjede v jeho autě. Celý klip má velmi ponurou amtosféru a často ho protínají záběry na Kelly a její kapelu v bílé místnosti.

## Umístění ve světě
| Hitparáda      | Umístění |
| -------------- | -------- |
| Česko          | 66       |
| Austrálie      | 5        |
| Kanada         | 8        |
| Evropa         | 23       |
| Německo        | 19       |
| Rakousko       | 36       |
| Řecko          | 15       |
| Irsko          | 11       |
| Nový Zéland    | 20       |
| Velká Británie | 9        |
| USA            | 8        |